# Barra do Mamanguape
Nota linguística: Barra do Mamanguape é a grafia correta, já que o distrito se localiza na barra do rio de mesmo nome.

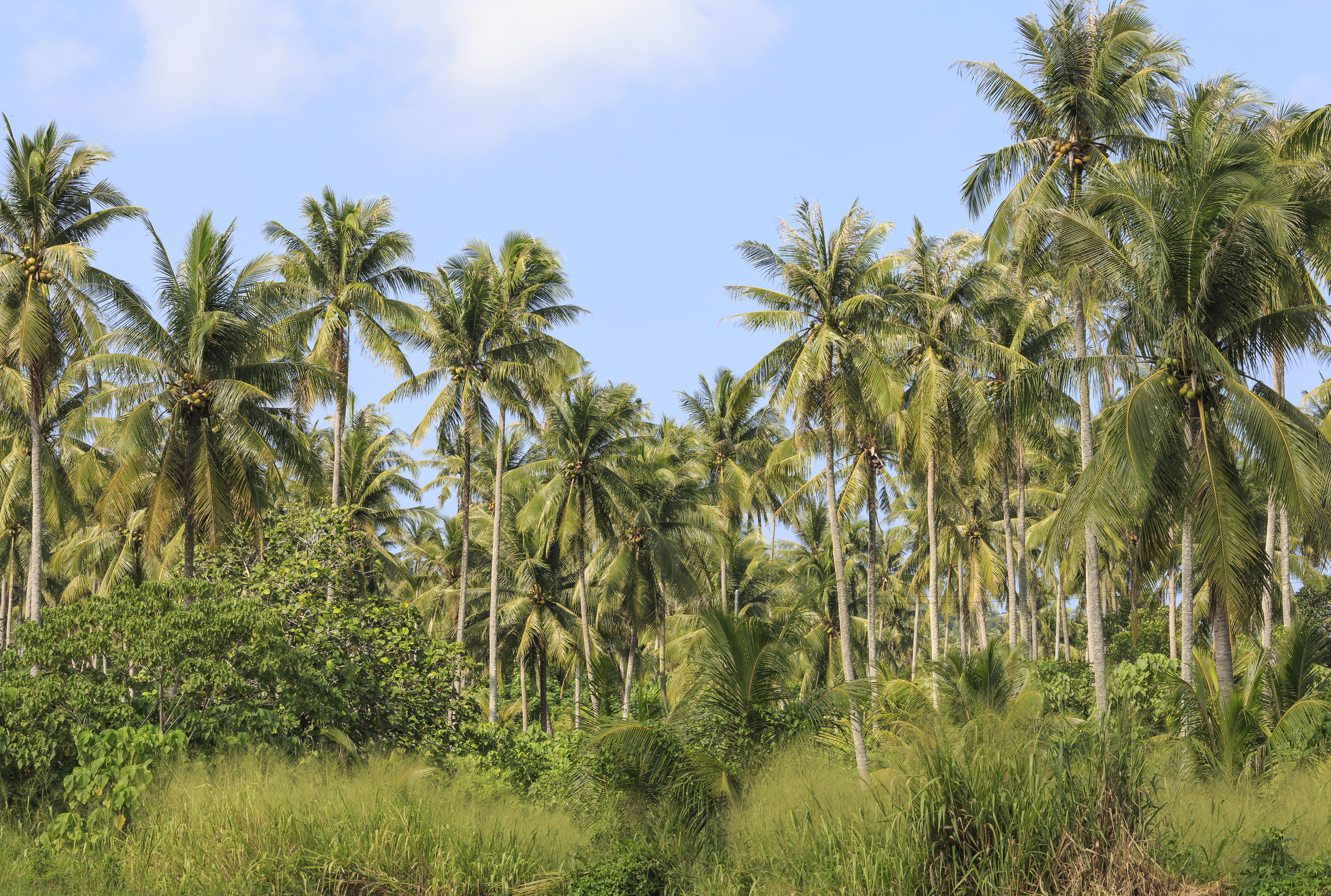
A região é coberta de extenso coqueiral

Barra do Mamanguape é um distrito da cidade de Rio Tinto, no litoral do estado  brasileiro  da Paraíba.

## História
Anteriormente à sua criação, a região era terreno de caça e pesca dos índios potiguaras e de populações ribeirinhas, tornando-se oficialmente distrito pela lei estadual nº 3117, de 10 de dezembro de 1963. Parte dessa área é uma reserva extrativista marinha criada pelo decreto-lei nº 924 de 10 de setembro de 1993.
No livro Subsídios para a história marítima do Brasil, de 1938, há a seguinte citação sobre a área da foz do Mamanguape:
Por causa de temporal, o barco brasileiro «Simpatia» naufragou na Barra do Mamanguape em 1916.

## Importância ecológica
Com o intuito de proteger o peixe-boi-marinho e o ecossistema de manguezal, foi criada em 1993 a Área de Proteção Ambiental da Barra do Rio Mamanguape. Sobretudo por causa da caça indiscriminada, essa espécie é hoje o mamífero aquático mais ameaçado de extinção no Brasil. A área foi identificada como a principal área de ocorrência do peixe-boi marinho da costa brasileira.
O recife arenítico de Barra do Mamanguape é um dos mais importantes do Brasil, estendendo-se até o município de Baía da Traição. Na baixa-mar, eleva-se de dois a dois metros e meio sobre as águas.
| Oceano Atlântico                              |                                           |                                           |
| precedida por: Praia de Tramataia ( Marcação) | Praia de Barra do Mamanguape ( Rio Tinto) | sucedida por: Lagoa de Praia ( Rio Tinto) |